# Arsames
Az Arsames iráni death metal együttes.

## Története
2002-ben alakult Mashhad városában. Nevüket egy perzsa királyról kapták. Sűrűek voltak a tagcserék a zenekarban, jelenleg csak Ali Madarshahi énekes az egyetlen folyamatos tag. Első daluk 2005-ben jelent meg. 2007-ben egy dokumentumfilm részeként a maláj dokumentumfilm-készítő, Zan Azlee meginterjúvolta őket. Első és eddig egyetlen nagylemezük 2010-ben került piacra. Az együttes hagyományos death metalt játszik, annak ellenére, hogy az illegálisnak számít országukban. Irán kormánya sátánistának tartja őket. Ali Madarshahi elmondta, hogy nem hisz a Sátánban és zenéjüknek semmi közük nincs hozzá. 2011-ben piacra dobtak egy feldolgozásokat tartalmazó EP-t is. Az együttes a stílusát "mitologikus death metal" névvel illeti. Szövegeik témái a perzsa történelem és mitológia.
2020-ban 15 év börtönre ítélték őket a zenéjük miatt, az országukban ugyanis a death metal zene bűnnek számít. Azonban elmenekültek hazájukból.

## Tagok
- Ali Madarshahi - ének
- Amirhossein Nafarie - gitár
- Saeed Makari - basszusgitár
- Soroush Kheradmand - dob

## Korábbi tagok
- Morteza Shahrami - gitár
- Saeed Shariat - dob
- Ahmad Tokalou - gitár
- Hamed Azizi - ének
- Hamid Yousefi Faverani - gitár
- Hamid Alizadeh - gitár
- Ali Sanaei - basszusgitár
- Rouzbeh Zourchang - basszusgitár

## Diszkográfia
- Cyclopia (EP, 2006)
- Homo Sapiens (demó, 2007)
- Immortal Identity (kislemez, 2008)
- Immortal Identity (album, 2010)
- Persian Death Metal Tribute to Warriors of Metal (EP, 2011)